# فرودگاه سندی پوینت
فرودگاه سندی پوینت (به انگلیسی: Sandy Point Airport) یک فرودگاه همگانی است که یک باند فرود آسفالت دارد و طول باند آن ۱۳۷۲ متر است. این فرودگاه در کشور باهاما قرار دارد .